# Wilhelm Wirsam
Wilhelm Wirsam (22. srpna 1914 Dolní Poustevna – 15. prosince 2007 Rimsting, Německo) byl katolickým knězem, čestným kanovníkem litoměřické kapituly.

## Život
Pocházel z Dolní Poustevny, ze šluknovského výběžku, kde jeho otec vlastnil pekárnu. Po ukončení filozofických a teologických studií byl v roce 1939 vysvěcen na kněze pro litoměřickou diecézi. Nejdříve byl kaplanem v Jizerských horách (Neustadt).
V roce 1946 po odsunu působil nejdříve v arcidiecézi Vídeň, kde od 15. ledna 1946 působil jako kaplan a od 24. září 1947 navíc také jako nemocniční kaplan ve farnosti sv. Leopolda ve Vídni II.. Ke dni 1. září 1950 opustil z vlastního rozhodnutí Vídeň a uchýlil se do diecéze Eischstätt v Německu, kde nejdříve působil jako kaplan katedrály.
V roce 1952 se začal také z jeho iniciativy v Nürnberg-Langwasser v bývalém prostoru nacistických stranických sjezdů (Nürnberg-Märzfeld) stavět nový kostel, škola a mateřinec řádových sester. Byl zde od roku 1964 ustanoven jako prvofarář. Celkem v této farnosti sloužil 16 let. Poté byl farářem v Salzburg-Gneis.
Od roku 1971 převzal farnost v Riedering a sloužil zde pět let. V roce 1976 se ujal křesťanské diaspory v Leinburg u Norimberku.
V roce 1982 odešel do důchodu a přestěhoval se do Rimsting. Zde sloužil až do smrti jako výpomocný duchovní s ochotou na zavolání kdykoliv přijít a vypomoci. V Rimsting oslavil 90. narozeniny a v roce 2004 výročí 65 let kněžství. Při této příležitosti mu byla udělena medaile za zásluhy (Bürgermedaille). Za pomoc litoměřické diecézi, z níž pocházel, byl jmenován čestným kanovníkem litoměřické kapituly.